# Jean-Sébastien Larouche
Pour les articles homonymes, voir Larouche.
Jean-Sébastien Larouche, né le 2 février 1973 à Sainte-Foy et mort le 27 novembre 2024 à Montréal, est un poète, slameur et éditeur québécois.

## Biographie
Jean-Sébastien Larouche est né le 2 février 1973 à Sainte-Foy,. Il s'intéresse à la poésie dès l'âge de quatorze ans en lisant Arthur Rimbaud et commence à participer à des micro ouverts à dix-neuf ans.
Beau-fils d'Arlette Cousture, il joue dans la série télévisée Blanche en 1993.
Il publie son premier recueil de poésie Le pawn shop de l'enfer ; suivi du, Peep show des rêves chez Lanctôt éditeur en 1997. En 1998, il fait paraitre chez le même éditeur Rose et rasoir, son second recueil. Son troisième recueil, Dacnomanie ; suivi de, Marie-Jeanne et autres fuels de fou ; suivi de, Haïkaï-47 , toujours chez Lanctôt éditeur, parait en 2000 et lui vaut d'être finaliste pour le Prix Émile-Nelligan.
Actif pendant plusieurs années sur les scènes de slam, Larouche remporte le Grand Slam National de Poésie en 2007 et représente le Québec à la Coupe du Monde de Slam-Poésie en France,. Il a performé avec plusieurs musiciens dont Nomad Nabo, Éric Goulet, Loco Locass, La Part maudite ou Two Dollar Motel.
En 2009, Larouche cofonde Les Éditions de l'Écrou avec le poète Carl Bessette. La maison d'édition, qui fonctionne pendant douze ans sans subventions, se donne pour but de découvrir « des nouvelles autrices et de nouveaux auteurs avec des textes que certains qualifient de "trash", d’autres de "crus" (...). Écrits dans une langue d’ici et maintenant, slam ou pas, avec un verbe direct, sincère, qui dit tout et souvent ce qu’on n’est pas prêt à entendre ».
Larouche rassemble ses trois recueils publiés chez Lanctôt « réécrits avec les élisions et le joual qu’avait gommés l’auteur à la demande de son premier éditeur », et fait paraître Avant qu'le char de mon corps se mette à capoter : poèmes, 1992-1999 à sa nouvelle maison d'édition. Après près de vingt ans sans avoir publié un nouveau recueil, Larouche fait paraître Des longueurs dans le Styx en 2018, toujours aux Éditions de l'Écrou.
À travers son œuvre et son travail, Larouche, qui aborde dans sa poésie des thèmes comme l'amour, la maladie mentale, les médias sociaux, l'alcoolisme est perçu comme un « précurseur de plusieurs transformations qui sortiront la poésie québécoise des ornières formalistes où elle s’était enfoncée ».
Les Éditions de l'Écrou cessent leurs activités en 2021: « Les deux poètes et éditeurs ont chamboulé le petit monde de la poésie québécoise » en publiant des auteurs et autrices qui ont marqué la poésie québécoise contemporaine, comme Marjolaine Beauchamp, Maude Veilleux, Jonathan Charette, Frédéric Dumont, Daphné B. et Baron Marc-André Lévesque.
C'est à Jean-Sébastien Larouche que fait référence cette phrase abondamment citée de Maude Veilleux: « Mon éditeur me l'a dit : les filles vont sauver la poésie. »
Jean-Sébastien Larouche a vécu et travaillé à Montréal comme malteur. Il se suicide le 27 novembre 2024 à Montréal, à l'âge de 51 ans,.

## Œuvres

### Poésie
- Le pawn shop de l'enfer ; suivi du, Peep show des rêves, Outremont, Lanctôt éditeur; Boucherville, Presses des filles Veilleux, 1997  (ISBN 2-89485-047-6)
- Rose et rasoir : poèmes, Outremont, Lanctôt éditeur, 1998,  (ISBN 2-89485-081-6)
- Dacnomanie ; suivi de, Marie-Jeanne et autres fuels de fou ; suivi de, Haïkaï-47 : poèmes, Outremont, Lanctôt éditeur, 2000, 139 p.  (ISBN 2-89485-147-2)
- Des longueurs dans le Styx, Montréal, Les Éditions de l'Écrou, 2018, 75 p.  (ISBN 9782924682142)

### Anthologie
- Avant qu'le char de mon corps se mette à capoter : poèmes, 1992-1999, Montréal, Les Éditions de l'Écrou, 2009, 265 p.  (ISBN 978-2-9811485-0-6)

### Livre d'artiste
- Aiming for the gut, avec illustrations de Mivil Deschênes, Montréal, L'oie de Cravan, 2013  (ISBN 9782922399820)

## Filmographie
- 1993 : Blanche (2 épisodes) : Clément Pronovost, adulte

## Prix et honneurs
- 2000 - Finaliste au Prix Émile-Nelligan pour Dacnomanie
- 2007 - Gagnant du Grand Slam National de Poésie[4]
- 2008 - Représentant du Québec à la Coupe du Monde de Slam-Poésie en France[5]